# 龍野町
龍野町（たつのちょう）は、兵庫県揖保郡にあった町。現在のたつの市のうち「龍野町」を冠した地域にあたる。

## 地理
- 山岳：的場山、鶏籠山
- 河川：揖保川、林田川

## 歴史
- 1889年（明治22年）4月1日 - 町村制の施行により、揖西郡龍野町・日山村・揖東郡北龍野村の区域をもって揖西郡龍野町が発足。
  - 町村制で発足した初代龍野町の範囲は、現在のたつの市の「龍野町」を冠した区域のうち揖保川西岸にあたる。
- 1896年（明治29年）4月1日 - 所属郡が揖保郡に変更。
- 1948年（昭和23年）4月1日 - 小宅村と合併し、改めて龍野町が発足。
- 1951年（昭和26年）4月1日 - 揖西村・揖保村・神岡村・誉田村と合併して龍野市が発足。同日龍野町廃止。

## 交通

### 鉄道路線
- 日本国有鉄道
  - 姫新線
    - 本竜野駅

### 道路
現在は旧町域に山陽自動車道の龍野インターチェンジが所在するが、当時は未開通。

## 名所・旧跡・観光スポット・祭事・催事
- 龍野城